# جايسون شراير
جيسون شراير (بالإنجليزية: Jason Schreier)‏، من مواليد 10 مايو 1987، هو صحفي ومؤلف أمريكي، اشتهر شراير بخبرته في مجال شؤون ألعاب الفيديو.